# 学校法人東京医科大学
学校法人東京医科大学（がっこうほうじんとうきょういかだいがく）は、日本の学校法人。

## 設置している医療機関、学校等

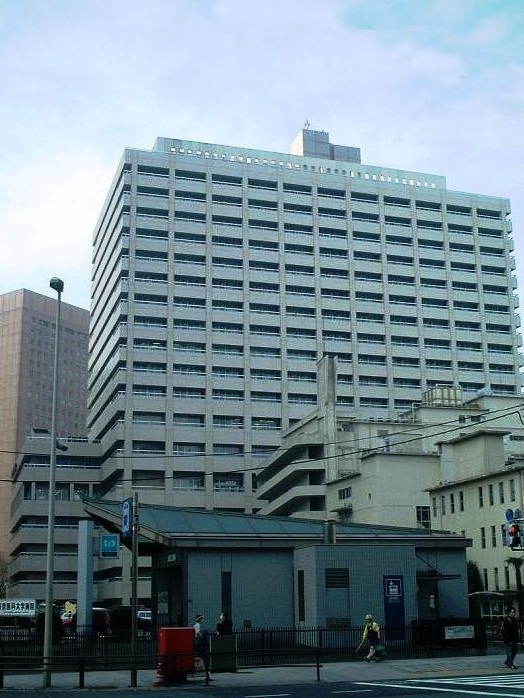
東京医科大学病院（新宿区西新宿）

- 東京医科大学
- 東京医科大学病院
- 東京医科大学茨城医療センター
- 東京医科大学八王子医療センター
- 東京医科大学霞ヶ浦看護専門学校

## 不祥事

### 文部科学省局長の汚職による不正入学
2018年7月4日、東京地検特捜部は、文部科学省が行なっている私立大学支援事業の対象校に選定されることへの見返りとして、自分の子供を東京医科大学の入学試験で不正に合格させたとして、文部科学省科学技術・学術政策局の佐野太局長を受託収賄の疑いで逮捕した。局長の逮捕について、林芳正文部科学大臣は、「現職職員が逮捕されたことは誠に遺憾で、捜査に全面的に協力したい」と述べ、文部科学省は局長を7月4日付で解任した。私立大学支援事業選定の依頼や不正合格の決定には、東京医科大学の理事長、および複数の大学関係者が関与していたことが明らかになっている。7月6日、入試加点を指示した疑いがある臼井正彦理事長と鈴木衞学長が辞任した。2022年7月20日、東京地方裁判所は、贈賄罪で臼井前理事長に懲役1年6月、執行猶予4年、鈴木前学長に懲役1年、執行猶予2年の有罪判決をそれぞれ言い渡した。